# Мерлін Фрейзер
Мерлін Фрейзер (англ. Merlene Frazer; нар. 27 грудня 1973) — ямайська легкоатлетка, яка спеціалізувалася на бігу на короткі дистанції.

## Спортивні досягнення
Срібна олімпійська призерка з естафетного бігу 4×100 метрів (2000, виступала в попередніх забігах). Фіналістка (4-е місце) олімпійських змагань з естафетного бігу 4×400 метрів (1996). Учасниця олімпійських змагань з бігу на 400 метрів (1996), в яких зупинилась на півфінальній стадії.
Володарка повного комплекту нагород чемпіонатів світу з естафетного бігу 4×100 метрів — чемпіонка світу (1991), срібна (1997) та двічі бронзова (1999, 2001) призерка. Бронзова призерка чемпіонату світу з бігу на 200 метрів (1999). Учасниця змагань з бігу на 200 метрів (1997) та 400 метрів (1995) на чемпіонатах світу, де зупинялась на попередніх стадіях.
Дворазова чемпіонка світу серед юніорів з естафетного бігу 4×100 метрів (1990, 1992). Бронзова призерка чемпіонату світу серед юніорів з бігу на 100 та 200 метрів (1992).
Чемпіонка Панамериканських ігор з естафетного бігу 4×100 метрів (1991). Бронзова призерка Панамериканських ігор з бігу на 200 метрів (1991).
Чемпіонка Ямайки з бігу на 200 метрів (1994).